# Мотел
Мотел (америчка кованица од речи motor + hotel) је заправо исто што и хотел, дакле објекат за смештај гостију.
Једина битна разлика између та два објекта је да су се хотели градили поред железничких станица по центрима градова, а мотели поред путева и ауто-путева на прилазима граду, или између двају удаљених градова.

## Историја и карактеристике
Мотел је нова реч, искована у САД 1925. и уско је везана за употребу аутомобила, која је у Америци започела након Првог светског рата.
Изворно мотели су били намењени особама које путују аутомобилом, са осигураним местом за паркирање. Тад су грађени као низ одвојених соба уз паркинг, у којима је управљао (и често радио) њихов власник. Кад су аутомобили постали главно превозно средство 1950-их у Сједињеним Америчким Државама, а након тога од 1960-их у Европи и Јапану, почео је прави бум изградње мотела, који су се градили што је могуће ближе међудржавним путевима. Временом како се њихов посао ширио - добар део тог посла преузеле су велике корпорације и поставиле своју организацијску структуру, па су се од 1960-их почели појављивати ланци мотела, које су те корпорације обично нудиле као франшизу локалним инвеститорима. Истовремено се изменила и њихова архитектура - постали су битно већи и нудили већи стандард услуге.
Већина данашњих мотела пружа својим гостима далеко неформалнију и опуштенију атмосферу, у односу на хотеле, тако се између осталог очекује да гост сам однесе свој пртљаг у своју собу, а и гомила услуга коју хотели нуде својим гостима у мотелима не постоји.
Данашњи мотели пружају својим гостима релативно солидан комфор, са телевизијом по собама и рестораном. Неки од мотелских ланаца нуде чак и извесну количину луксуза, јер имају базене, игралишта и разне друге садржаје, па не служе више само као успутна свратишта за једну ноћ, већ се по њима гости задржавају на дуже време, а често су и места у којима се организују разни масовни скупови попут конгреса и конвенција.
Први мотели на тлу тадашње Југославије почели су се градити 1960-их дуж ауто-пута "Братство и јединство” и то између Загреба и Београда (добар део њих ради и данас), а онда и изван тог појаса како је ауто-пут одмицао према југу. Након тога грађени су мотели дуж Јадранске магистрале.